# Dolores Bevilacqua
Dolores Bevilacqua (Partinico, 27 agosto 1974) è una politica italiana, senatrice della XIX legislatura per il Movimento 5 Stelle.

## Biografia
Dopo la maturità classica al Liceo Ginnasio Empedocle di Agrigento nel 1993, si iscrive all'albo dei promotori finanziari nel 1999 e inizia a lavorare come produttrice assicurativa e docente di corsi di formazione per enti privati. 
Nel 2010 si laurea in Giurisprudenza presso l'Università degli Studi di Palermo.
Lavora come consulente specializzato in ambito assicurativo, nome anti-riciclaggio e tutela dei consumatori, nonché dal 2015 come giornalista sportiva per testate online e conduttrice di trasmissioni televisive sul Palermo Calcio.
Vive a Palermo, è sposata ed è madre di una bambina.

## Attività politica
Si iscrive al Movimento 5 Stelle (M5S) di Beppe Grillo e Gianroberto Casaleggio nel 2012, dove dieci anni dopo, alle elezioni amministrative del 2022, si è candidata a consigliere comunale di Palermo per il M5S, ottenendo 211 preferenze e non risultando eletta. 
Nello stesso anno si presenta alle Parlamentarie per la selezione dei candidati del Movimento in vista delle elezioni politiche del 2022, venendo selezionata per il collegio uninominale Sicilia - 01 (Palermo: Quartiere 11 - Settecannoli), dove ottiene il 34,09% e supera Mario Barbuto del centro-destra (31,81%) e Antonino Terminelli del centro-sinistra (18,40%), viene quindi eletta senatrice.